# Mataparent de Satanàs
El mataparent de Satanàs o matagent (Boletus satanas, del llatí boletus: bolet; satanas: dimoni) és una espècie de fong de l'ordre dels boletals (Boletales). És un mataparent d'esponja roja de barret gris cendra, brunenc en madurar, marge gens o molt poc rosa i que no blaveja, o només ho fa molt lleugerament, al tacte o frec.

## Morfologia

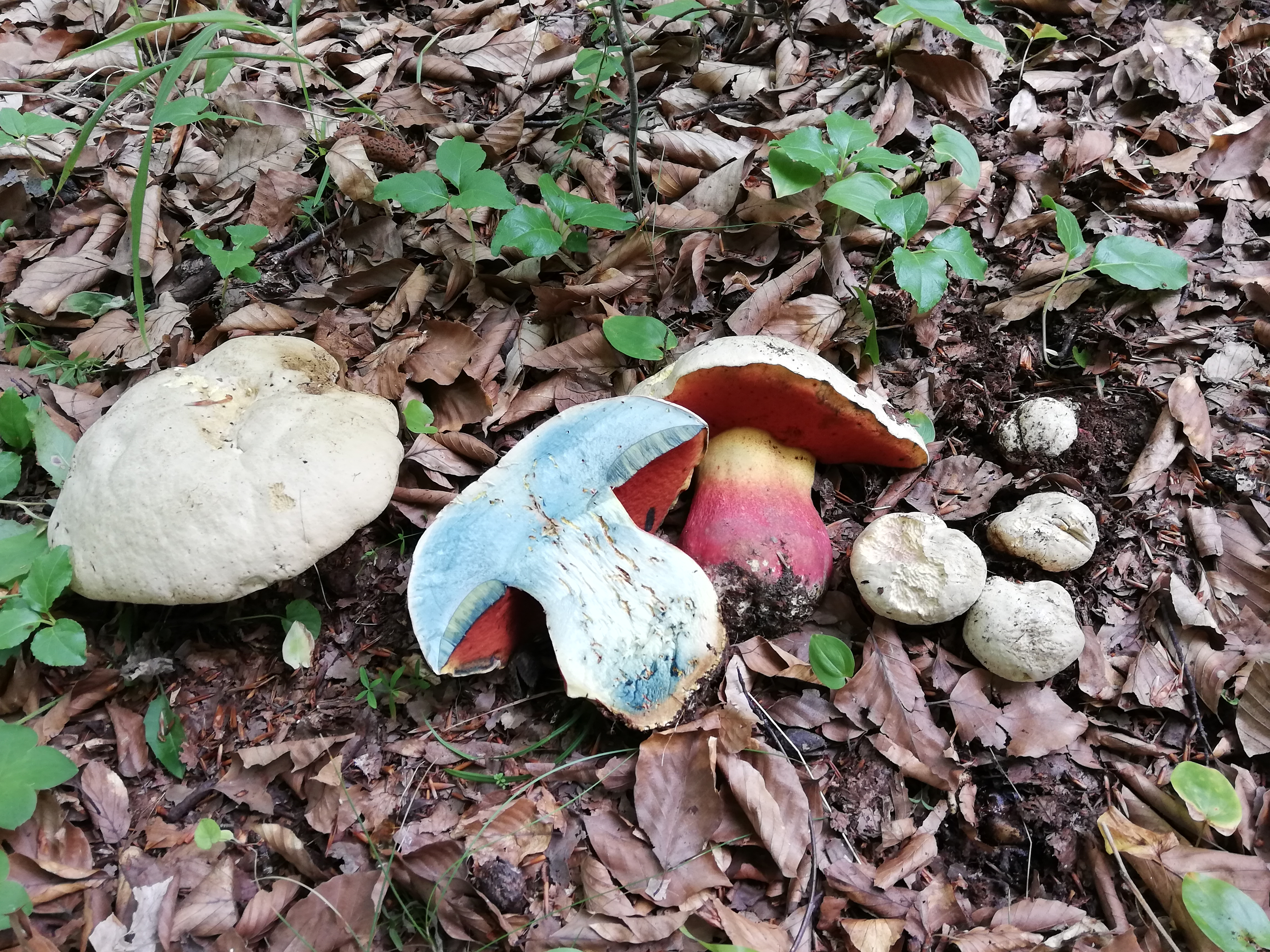
Mataparent de Satanàs (Rubroboletus satanas)

Bolet de gran a molt gran, de barret de fins a 30 cm de diàmetre, massís, carnós; barret hemisfèric a globós, marge sempre involut; de color de gris pàl·lid a gris platejat, gairebé blanc, de gris ocraci a ocraci en envellir, pot tenir algun tint olivaci o rosaci, especialment al marge i només de jove, amb l'edat amb taques bru groguenques; molt finament vellutat de jove, llis en madurar; la superfície no blaveja al frec.
Tubs separables de la carn, inicialment groc llimona, blavegen al frec i al tall; porus de vermell a vermell ataronjat, més pàl·lids cap al marge; blavegen a la pressió.

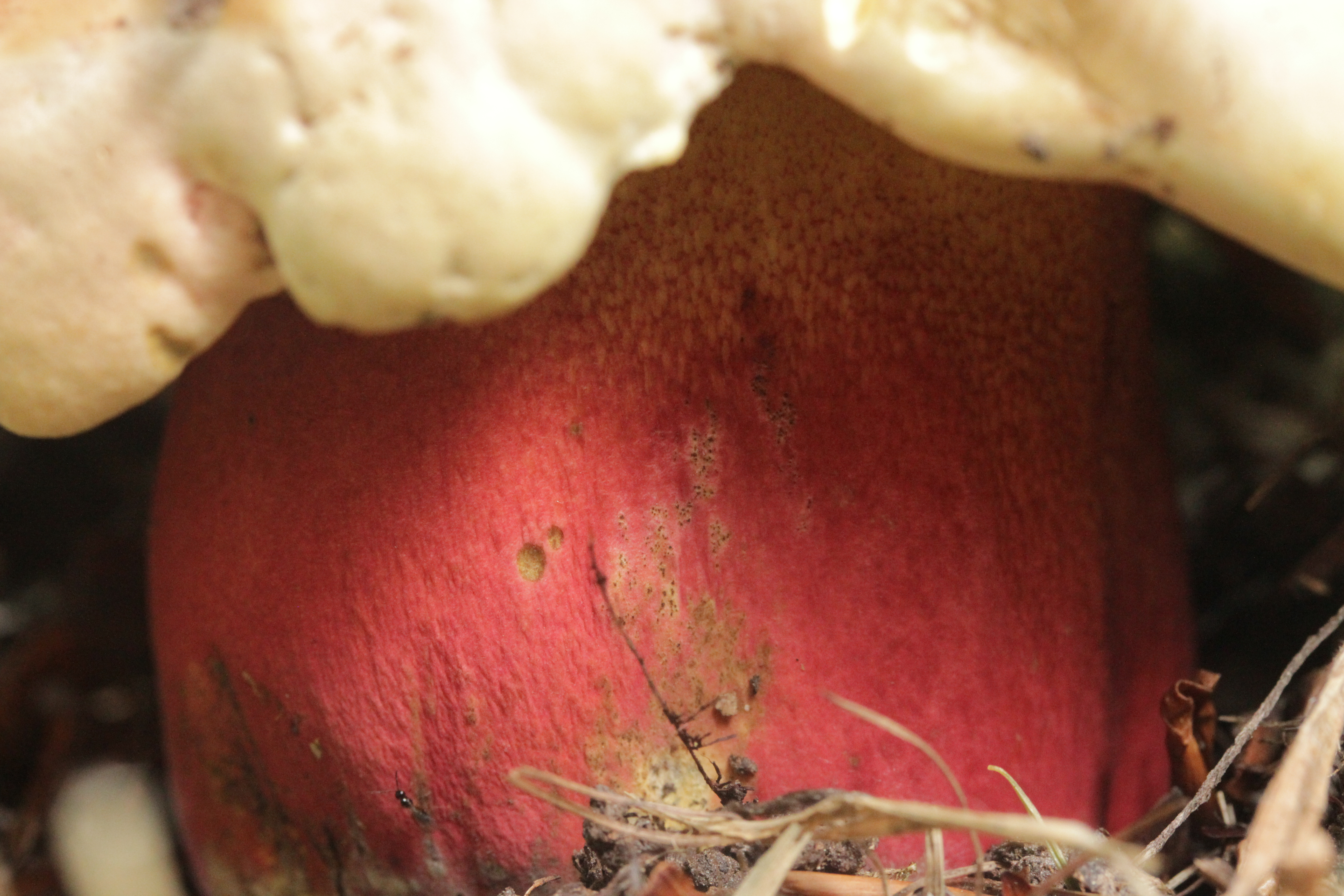
Detall de la part superior de la cama del mataparent de Satanàs (Rubroboletus satanas)

Cama de fins a 15 cm de longitud; grossa, de bulbosa a gairebé cilíndrica; de cremosa a groc llimona a la part superior, més vermellosa cap al peu, gairebé completament vermella en envellir; amb un reticle ben desenvolupat a la part superior, vermell, de malles irregulars i allargassades; blaveja al frec.
Carn  groga en el jove, més blanquinosa en madurar, pot tenir una línia roja sota la cutícula; blaveja principalment a la part superior; olor poc destacable en el jove, desagradable en madurar; gust lleugerament àcid.

## Hàbitat
Rar; des de l'estiu fins a principis de tardor; sempre en sòls calcaris; termòfil; de la muntanya mitjana; en boscos de planifolis; vora roures, alzines, faigs.

## Comentaris
Carn + I: Negatiu, sense reacció amiloide en la carn de la cama.

## Confusions
Són similars el mataparent de Le Gal (Rubroboletus legaliae) i el mataparent vermell i groc (Rubroboletus rhodoxanthus), però se'n diferencien pel to rosa dels barrets i l'absència de l'olor desagradable del mataparent de Satanàs.
El mataparent de llop (Rubroboletus lupinus) té el barret rosa i la cama groga. El mataparent belltintat (Rubroboletus pulchrotinctus), que viu en ambients similars, té el marge del barret amb tons rosa, els porus joves grocs i groc ataronjat en madurar i tons groguencs a la cama.

## Comestibilitat
No és comestible, la seva ingestió provoca trastorns gastrointestinals, amb vòmits i diarrees, que es manifesten poc després del seu consum.